# Король Віктор Сергійович
Ві́ктор Сергі́йович Коро́ль — капітан Збройних сил України, учасник російсько-української війни, що відзначився під час російського вторгнення в Україну в 2022 році.

## Життєпис
Віктор Король народився 8 квітня 1991 року в селі Бистрик Бердичевського району на Житомирщині. Починав службу в підрозділі цивільного захисту міста Бердичева.

## Нагороди
- орден «Богдана Хмельницького» III ступеня (2022) — за особисту мужність і самовіддані дії, виявлені у захисті державного суверенітету та територіальної цілісності України, вірність військовій присязі
- орден «За мужність» III ступеня (2022) — за особисту мужність і самовіддані дії, виявлені у захисті державного суверенітету та територіальної цілісності України, вірність військовій присязі[4].